# Kumbakonam

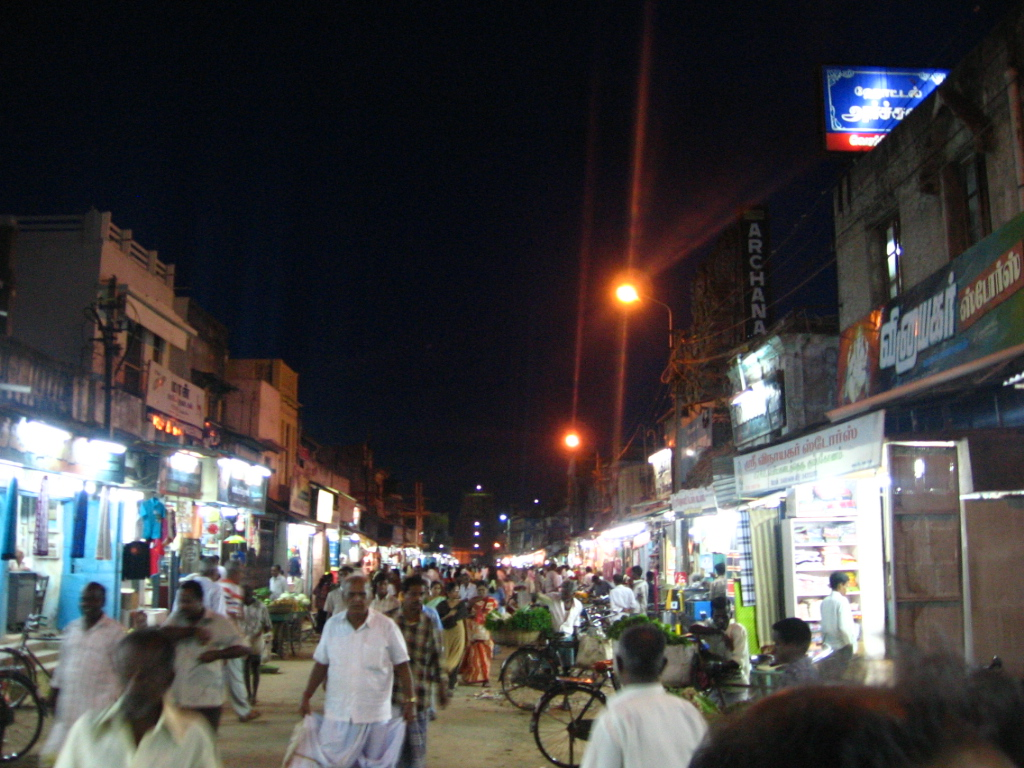
Gata i Kumbakonam.

Kumbakonam är en stad i den indiska delstaten Tamil Nadu, och tillhör distriktet Thanjavur. Folkmängden uppgick till 140 156 invånare vid folkräkningen 2011, med förorter 167 155 invånare.